# マイケル・J・フォックス
マイケル・J・フォックス、OC（英語: Michael J. Fox、1961年6月9日 - ）は、カナダ生まれのアメリカ合衆国の俳優、プロデューサー、作家。
本名はマイケル・アンドリュー・フォックス。俳優になる際に同名俳優が既にいたことから、尊敬するマイケル・J・ポラードにちなみ「J」の字をつけた。身長163cm。29歳からパーキンソン病を患っている。

## 来歴

### 初期
アルバータ州エドモントンにて生まれる。父親は警察官であった。父親の仕事のため、カナダを転々として育つ。15歳からカナダのテレビに出演するようになる。

### 『ファミリータイズ』
18歳でアメリカへ渡り、4年後、主役のアレックス・キートンを演じたテレビドラマシリーズ『ファミリータイズ』のヒットにより一躍全米に顔が知れ渡る。もともとはマシュー・ブロデリックにオファーが行っていたのだが、ブロデリックが長期のテレビシリーズ出演を断ったため、役が回ってきた。

### 『バック・トゥ・ザ・フューチャー』
1985年より、映画『バック・トゥ・ザ・フューチャー』シリーズの主人公マーティ・マクフライを演じ、同シリーズの大ヒットによりハリウッドスターの仲間入りを果たした。
『バック・トゥ・ザ・フューチャー』ではチャック・ベリーのヒット曲『ジョニー・B.グッド』をハードロック調にアレンジし演奏した。バンド活動をしていた事もある彼のギター演奏の腕前は中々のものであるが、劇中ではポール・ハンセンというギタリストが演奏し歌ったものに指をあわせている。
一時、『バック・トゥ・ザ・フューチャー PART4』の制作が発表されたとの情報が流れた。それによると、フォックス自身はマーティではなくドク役での出演になるということであった。しかし、その後「『PART4』の制作」そのものが公式に否定されている。
2010年、バック・トゥ・ザ・フューチャー公開25周年を記念し、『PART1』の上映予告CMを再現したVTRが製作された。このVTRの中で20年ぶりにマーティを演じた。
2015年、デロリアンがPART2でタイムトラベルした日でもある10月21日に初めてカリフォルニアの顧客に届けられるのを記念しその直前に作中で予想されていたものがどれほど実現したかについてクリストファー・ロイドと語り合う短編映像が公開されその後同日には長編映像が公開された。また同日にはジミー・キンメル・ライブ!のコーナーにクリストファー・ロイドとともにデロリアンに乗って登場。マーティを演じ、映画と実際の2015年の様々な違いに驚くというショーを行った。また、クリストファー・ロイドとは他のイベントなどでもフォックスと携わることが多い。
2016年、Coldplayのライブにゲスト参加し、ジョニー・B・グッドをギター生演奏で披露した。

### コメディ
コメディセンスに定評があり、エミー賞コメディー部門主演男優賞では『ファミリータイズ』で3回（3年連続）と『スピン・シティ』で1回、計4回の受賞歴がある。

### パーキンソン病との闘い

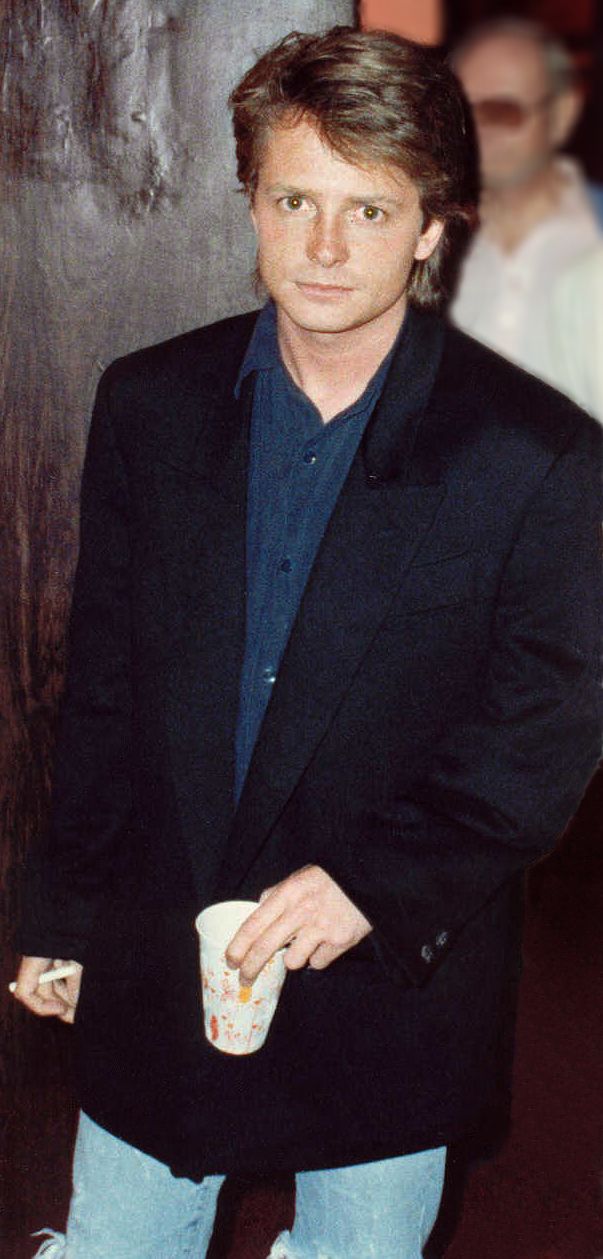
1987年

1990年頃、ちょうど『バック・トゥ・ザ・フューチャー PART3』の撮影中から身体の不調が見られるようになり、30歳の時、パーキンソン病と診断された。その後も病を隠しながら、自らプロデュースに参加し主演も務めたテレビドラマシリーズ『スピン・シティ』などに出演を続けるが、1998年に病気を公表。2000年には『スピン・シティ』を降板、俳優活動から一時退いた。専門医の中には、早くからマイケルの音声や動作に示される特徴からその兆候を認識していたものもいた。
その後、パーキンソン病の研究助成活動を始め「マイケル・J・フォックス パーキンソン病リサーチ財団」を設立。また自らの生い立ちやパーキンソン病との格闘を綴った自伝『ラッキー・マン（Lucky Man）』を発売し、国際的にベストセラーとなった。売上は全て同財団に寄付された。

### 近年

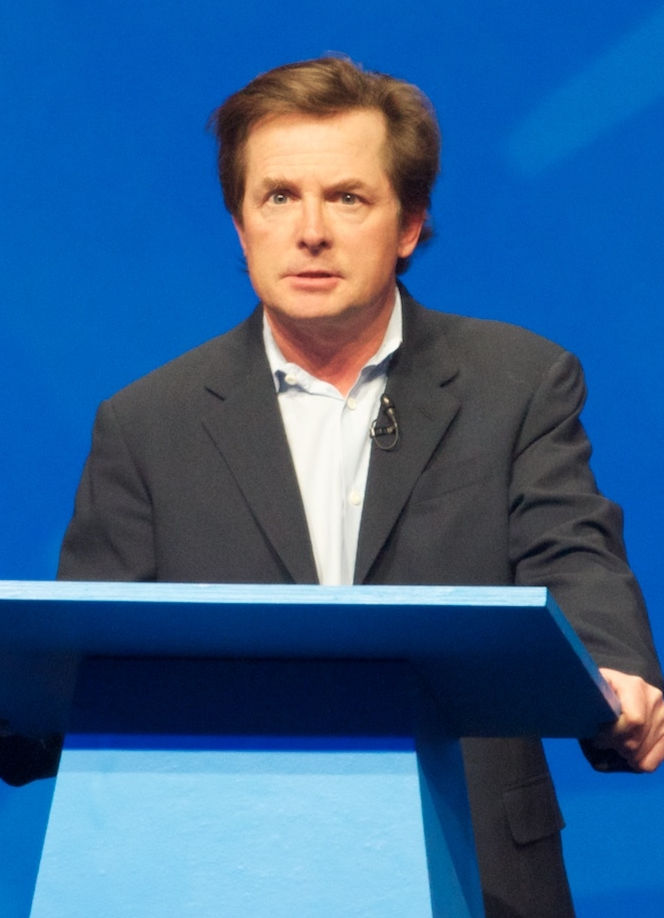
登壇して講演するフォックス（2012年のロタスフィアにて）

俳優活動から退いた後『スチュアート・リトル』などのアニメ映画の声優などを行っていたが、2004年アメリカのテレビドラマ『Scrubs』へのゲスト出演でテレビ復帰。
日本では2006年4月28日放送のフジテレビの「金曜エンターテイメント」の『人体再生ロマンSPもう一度抱きしめたい』の番組内で、自伝『ラッキー・マン』を題材にした再現ドラマが放送された。
2006年10月20日に、翌月に投票を控えたアメリカ合衆国2006年中間選挙に際し、難病治療のためのES細胞研究の支持を表明していたミズーリ州選挙区の民主党上院議員候補クレア・マカスクルの応援CMに出演し久しぶりに公の場に姿を現した。ところがこのCMやこれに合わせて出演した番組のインタビュー映像などで、体を大きく揺らすなど非常に激しい挙動をとったため「パーキンソン病を誇大に宣伝するための演技ではないか」と一部で疑いがもたれた。中でも著名ラジオパーソナリティとして知られるラッシュ・リンボーは自身の番組で「彼はCM中、終始所狭しと動き震えていた。彼は自分の病気を誇張している。本当に恥知らずだ。恐らくこれは演技か、敢えて薬を飲まずに撮影したのだろう」と発言。この非難に対しフォックスは各種ニュース番組に生出演。「あれはパーキンソンのありのままの姿。普段プルプル震えてたり、顔面が硬直しているのは必死に挙動を抑えているからなんだ」と反論し、直後にリンボーは自身の発言を取り下げフォックスに対して全面謝罪した。
2010年2月28日、カナダ出身ということで、バンクーバーオリンピックの閉会式で元気な姿を見せ、順調な回復をアピールした。
また、2010年からは弁護士のドラマ『グッド・ワイフ』の第2シーズンより準レギュラーで出演している。ケニングと言う神経疾患で運動機能の障害を持った弁護士の役で、フォックス自身のパーキンソン病が役の上に投影されている。
2013年9月より約13年ぶりの主演テレビドラマ『マイケル・J・フォックス・ショウ』の放送が開始された。
2020年11月、回顧録「No Time Like the Future: An Optimist Considers Mortality」の中で俳優引退を表明した。
パーキンソン病の影響で記憶力の低下から二度目の引退を決めた。
2022年11月、映画界への貢献とパーキンソン病治療支援への取り組みが評価され、アカデミー賞（第95回）のジーン・ハーショルト友愛賞が授与された。

## 家族

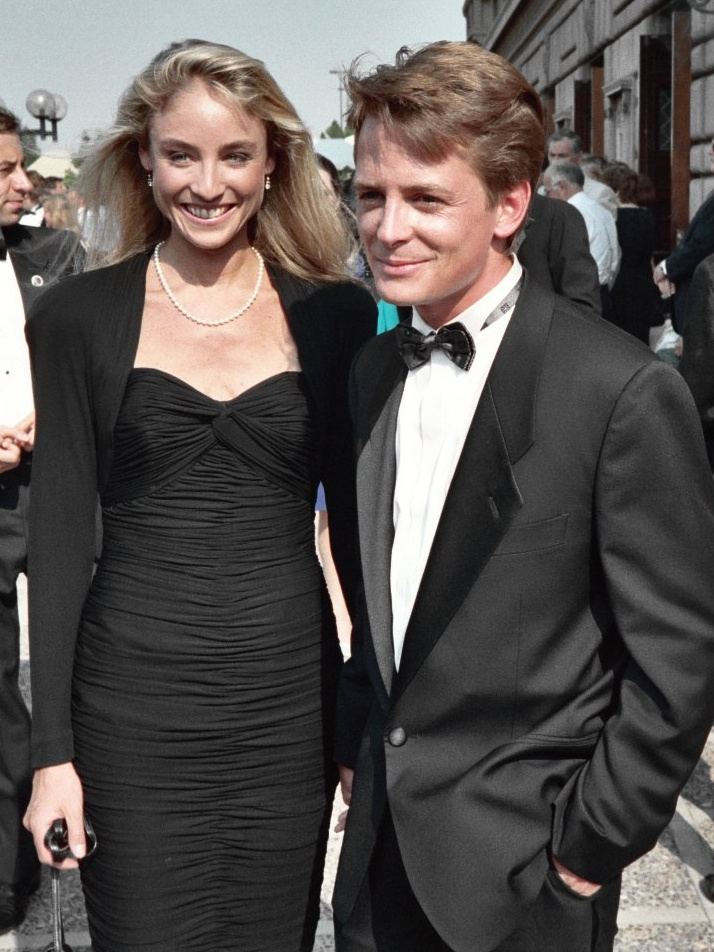
マイケル・J・フォックス（右）と、妻のトレイシー・ポラン（1988年のエミー賞にて）

女優のトレイシー・ポランと1988年に結婚。子供は長男のサム、双子の娘スカイラー・フランシス、アクイナ・キャスリーン、三女のエズメ・アナベラの1男3女。
また、フォックスは2006年にアメリカ国籍を取得したが、母国のカナダ・アメリカ共に二重国籍を容認しているため、国籍を放棄せず二重国籍となっている。
また双子の娘は身長163cmのフォックスの身長を超えたという。

## 慈善活動
1999年、エリック・クラプトンが運営しているドラッグ更生診療所「クロスロードセンター」への資金捻出のために、クラプトンが所有するギター104本をニューヨークのクリスティーズのチャリティー･オークションに出品。マイケルはそのうち2本を落札して話題となった。

## 主な出演作品

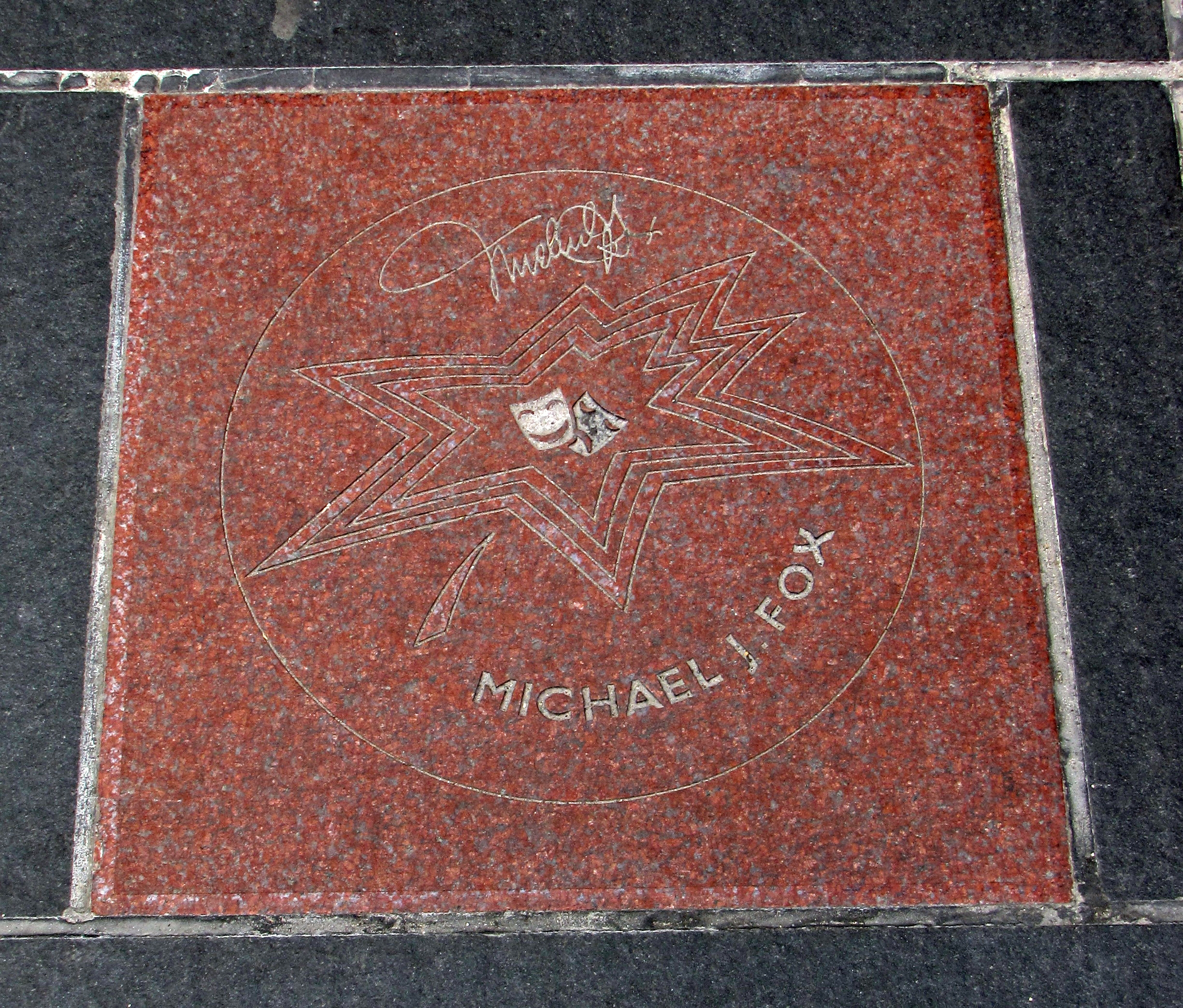
カナダの殿堂"Canada's Walk Fame"

### 映画
| 年   | 題名                                                                        | 役名                              | 備考 | 吹替                                            |
| ---- | --------------------------------------------------------------------------- | --------------------------------- | --- | ----------------------------------------------- |
| 1980 | オールナイト大学狂騒レース! Midnight Madness                                | スコット・ラーソン                | |                                                 |
| 1982 | 処刑教室 Class of 1984                                                      | アーサー                          | 塩屋翼（フジテレビ版） |                                                 |
| 1985 | バック・トゥ・ザ・フューチャー Back to the Future                           | マーティ・マクフライ              | 三ツ矢雄二（テレビ朝日版） 織田裕二（フジテレビ版） 山寺宏一（ソフト版） 宮川一朗太（BSジャパン版） 宮野真守（日本テレビ版） |                                                 |
| 1985 | ティーン・ウルフ Teen Wolf                                                  | スコット・ハワード                | 三ツ矢雄二（テレビ朝日版）                                                                                                   |                                                 |
| 1987 | 愛と栄光への日々 Light of Day                                               | ジョー・ラズニック                | 不明（テレビ東京版） |                                                 |
| 1987 | 摩天楼はバラ色に The Secret of My Success                                   | ブラントリー・フォスター          | 宮川一朗太（フジテレビ版） 山寺宏一（TBS版） 吉野裕行（Netflix版）                                                           |                                                 |
| 1988 | 再会の街/ブライトライツ・ビッグシティ Bright Lights, Big City               | ジェイミー・コンウェイ            | 三ツ矢雄二（VHS版） 神谷明（TBS版）                                                                                          |                                                 |
| 1989 | カジュアリティーズ Casualties of War                                        | エリクソン                        | 水島裕（ソフト版） 宮川一朗太（フジテレビ版）                                                                                |                                                 |
| 1989 | バック・トゥ・ザ・フューチャー PART2 Back to the Future Part II             | マーティ・マクフライ              | 三ツ矢雄二（テレビ朝日版） 山寺宏一（ソフト版） 宮川一朗太（BSジャパン版） 宮野真守（日本テレビ版）                          |                                                 |
| 1990 | バック・トゥ・ザ・フューチャー PART3 Back to the Future Part III            | マーティ・マクフライ              | 三ツ矢雄二（テレビ朝日版、日本テレビ版1） 山寺宏一（ソフト版） 宮川一朗太（BSジャパン版） 宮野真守（日本テレビ版2）          |                                                 |
| 1991 | ハード・ウェイ Hard Way                                                     | ニック・ラング / レイ・カサノヴァ | 山寺宏一（ソフト版） 宮川一朗太（フジテレビ版） 宮本充（テレビ朝日版）                                                       |                                                 |
| 1991 | ドク・ハリウッド Doc Hollywood                                              | ベンジャミン・ストーン            | 山寺宏一（ソフト版） 宮川一朗太（フジテレビ版） 宮本充（テレビ朝日版）                                                       |                                                 |
| 1993 | 奇跡の旅 Homeward Bound The Incredible Journey                              | チャンス                          | 声の出演 | 松本保典                                        |
| 1993 | バラ色の選択 For Love or Money                                              | ダグ・アイルランド                | | 関俊彦                                          |
| 1993 | ライフ with マイキー Life with Mikey                                        | マイケル・チャップマン            | 山寺宏一 |                                                 |
| 1993 | リバー・ノース/遥かなる河の流れに Where the Rivers Flow North               | クレイトン・ファーンズワース      | 田中亮一 |                                                 |
| 1994 | 遺産相続は命がけ!? Greedy                                                   | ダニー                            | 水島裕 |                                                 |
| 1995 | ヤング・ヒットマン Coldblooded                                              | ティム・アレクサンダー            | 兼製作 |                                                 |
| 1995 | ブルー・イン・ザ・フェイス Blue in the Face                                 | ピート・マローニー                | |                                                 |
| 1995 | アメリカン・プレジデント The American President                             | ルイス・ロスチャイルド            | 平田広明 |                                                 |
| 1996 | 奇跡の旅2/サンフランシスコの大冒険 Homeward Bound II: Lost in San Francisco | チャンス                          | 声の出演 | 松本保典                                        |
| 1996 | さまよう魂たち The Frighteners                                              | フランク・バニスター              | | 宮川一朗太                                      |
| 1996 | マーズ・アタック! Mars Attacks!                                             | ジェイソン・ストーン              | 水島裕（ソフト版） 森川智之（テレビ東京版）                                                                                  |                                                 |
| 1999 | スチュアート・リトル Stuart Little                                          | スチュアート・リトル              | 声の出演 | 藤原竜也（ソフト版） 三ツ矢雄二（テレビ朝日版） |
| 2001 | アトランティス 失われた帝国 Atlantis: The Lost Empire                       | マイロ・ジェームス・サッチ        | 声の出演 | 長野博                                          |
| 2002 | アメージング・ハイウェイ60 Interstate 60: Episodes of the Road              | ベイカー氏                        | | 飯島肇                                          |
| 2002 | スチュアート・リトル2 Stuart Little 2                                       | スチュアート・リトル              | 声の出演 | 藤原竜也（ソフト版）                            |
| 2005 | スチュアート・リトル3 森の仲間と大冒険 Stuart Little 3 Call of the Wild     | スチュアート・リトル              | ビデオ映画、声の出演 | 藤原竜也（ソフト版）                            |
| 2015 | ANNIE/アニー Annie                                                          | 本人役                            | カメオ出演 | 宮川一朗太                                      |
| 2016 | A.R.C.H.I.E.                                                                | A.R.C.H.I.E.                      | 声の出演 | N/A                                             |
| 2018 | A.R.C.H.I.E. 2                                                              | A.R.C.H.I.E.                      | 声の出演 | N/A                                             |
| 2019 | シー・ユー・イエスタデイ See You Yesterday                                  | ロックハート先生                  | カメオ出演 | 三ツ矢雄二                                      |
| 2023 | STILL:マイケル・J・フォックス ストーリー Still: A Michael J. Fox Movie      | N/A                               | ドキュメンタリー |                                                 |

#### テレビ映画
| 年   | 題名                                                      | 役名               | 吹替     |
| ---- | --------------------------------------------------------- | ------------------ | -------- |
| 1983 | ティーン・ヒーローJ.J. High School U.S.A                  | J.J.マナーズ       |          |
| 1985 | リトル・キャンプ Poison Ivy                               | デニス・バクスター |          |
| 1987 | ブルース・ウィリスの逆襲 The Return of Bruno              | 本人役             |          |
| 1994 | トラブルボックス/恋とスパイと大作戦 Don't Drink the Water | アクセル           | 真殿光昭 |

#### ビデオ映画
| 年   | 題名                                                                    | 役名                 | 備考     | 吹替                 |
| ---- | ----------------------------------------------------------------------- | -------------------- | -------- | -------------------- |
| 2005 | スチュアート・リトル3 森の仲間と大冒険 Stuart Little 3 Call of the Wild | スチュアート・リトル | 声の出演 | 藤原竜也（ソフト版） |

### テレビ
| 年          | 題名                                                    | 役名                    | 備考                                                 | 吹替              |
| ----------- | ------------------------------------------------------- | ----------------------- | ---------------------------------------------------- | ----------------- |
| 1982 - 1989 | ファミリータイズ Family Ties                            | アレックス・P・キートン | 計171話出演                                          | 宮川一朗太        |
| 1988        | ミッキーマウス60周年記念 Mickey's 60th Birthday         | アレックス・P・キートン | アーカイブ出演                                       | 宮本充（WOWOW版） |
| 1991        | ハリウッド・ナイトメア Tales from the Crypt             |                         | 第3シーズン第3話「偽装殺人!自分に殺された男」 兼監督 |                   |
| 1996 - 2001 | スピン・シティ Spin City                                | マイケル・フラハティ    | 計103話出演                                          | 宮川一朗太        |
| 2004        | Scrubs〜恋のお騒がせ病棟 Scrubs                         | ケヴィン・ケイシー      | 計2話出演                                            |                   |
| 2006        | ボストン・リーガル Boston Legal                         | ダニエル・ポスト        | 計6話出演                                            | 不明              |
| 2009        | レスキュー・ミー NYの英雄たち Rescue Me                 | ドワイト                | 計5話出演                                            | 不明              |
| 2010 - 2016 | グッド・ワイフ The Good Wife                            | ルイス・ケニング        | 計26話出演                                           | 及川ナオキ        |
| 2011        | ラリーのミッドライフ★クライシス Curb Your Enthusiasm    | 本人役                  | 第8シーズン第10話「Larry vs. Michael J. Fox」        |                   |
| 2013 - 2014 | マイケル・J・フォックス・ショウ The Michael J. Fox Show | マイケル・ヘンリー      | 計22話出演                                           | 宮川一朗太        |
| 2018        | サバイバー: 宿命の大統領 Designated Survivor            | イーサン・ウェスト      | 計5話出演                                            | 不明              |

### CM
- ホンダ・インテグラ：1989年にホンダ・インテグラのCM（日本国内のみ）に出演し、本人による台詞には「カッコインテグラ」・「調子インテグラ」・「気持ちインテグラ」・「めっちゃインテグラ」等といくつかのバリエーションがあった。
- キリン・午後の紅茶：1994年 「グッドアフターヌーン」が有名。マイケル・J・フォックスらしいコメディングなCM。
- シマノ・釣り具：
- イトマン：1991年に伊藤萬から社名変更した頃のCMキャラクター。その2年後に日鉄物産に吸収合併された。

### 受賞一覧
エミー賞
- 1986年 - 1988年 主演男優賞コメディー部門受賞（ファミリータイズ）
- 1997年 - 1999年 主演男優賞コメディー部門ノミネート（スピンシティ）
- 2000年 主演男優賞コメディー部門受賞（スピンシティ）

ゴールデン・カメラ賞
- 生涯功労賞（2011年2月5日ドイツ・ベルリン）

グラミー賞
- 2010年（第52回グラミー賞）最優秀スポークン・ワード・アルバム 『いつも上を向いて：超楽観主義者の冒険（Always Looking Up）』

## 日本語吹き替え
主に担当しているのは、以下の三人である。
宮川一朗太
『ファミリータイズ』で初担当。最も多く吹き替えており、マイケルの専属（フィックス）として知られている。
当初は自分の声がマイケルに合うのか不安を抱えながら収録に臨んだが、視聴者から好評を得たことで、自信を持って演じられるようになったという。マイケルの役作りでは、彼が演技をしてる最中に身振り手振りをする事が多い為、それに合わせて声の強弱や高低を付けたり、場面に応じて声を裏返らせる事が重要だとしている。以来マイケルの主演ドラマ『スピン・シティ』の他、主に長編映画のフジテレビ（「ゴールデン洋画劇場」）放送版で多く担当した。
マイケルの代表作の一つである『バック・トゥ・ザ・フューチャーシリーズ』の主人公マーティ役の吹き替えについて、「いつかはやらせてもらえるだろう」と思っていたが、何年経っても声が掛からなかった。長年同役を熱望していたため、2014年にBSジャパン（BSテレビ東京）放送の第1作『バック・トゥ・ザ・フューチャー』のマーティ役に起用された時は、震えるほど感激したという。また、後に第2・3作も吹き替えを果たし、シリーズを完遂した。
競合してマイケルの吹き替えを担当した以下の二名については「（自身は）声優としての力量はお二人の足元にも及びません」として敬意を表しているものの、「そのテクニックのなさ、ヘタクソゆえのヘタレさがマーティ役に合っている」と自負しているという。後述する同シリーズのソフト版でマーティを担当した山寺宏一（BSジャパン版でドクを担当）は「かつて吹替えた私から見ても、宮川さんは悔しいくらいピッタリ！」と絶賛している。
三ツ矢雄二
『ティーン・ウルフ』で初担当。宮川に次いで多く吹き替えており、特に『バック・トゥ・ザ・フューチャーシリーズ』（テレビ朝日「日曜洋画劇場」版。前述の『ティーン・ウルフ』は本シリーズへのオーディションも兼ねた起用だったが、視聴者から好評だったことでそのまま本作への起用に繋がったという）での演技はファンからの人気も高いことから、2008年以降は市販ソフトにも同音源が収録されている。2020年には「35周年記念4Kニューマスター ロードショー」と称して異例となる劇場での初公開が行われた。
民放での『BTTF』放送時は三ツ矢による吹替が使用されることが多かったため、世間における認知度も高く、実際に同作が別の吹き替え版で放送されると「何故三ツ矢版じゃないのか」という声が続出する程の支持を得ている。
山寺宏一
『バック・トゥ・ザ・フューチャー』（ソフト版）で初担当。同シリーズをはじめ、上記二名に次いで多く担当。山寺とマイケルは同じ年であり、同作は大好きな映画で吹き替えをやりたいと思っていたところにオファーが来たと語っている。2020年の本シリーズのソフト版のテレビ放映時にはその反響から、改めて傑作の吹き替えを任される責任を感じたという。後年では、マイケルのことを「コメディもできてシリアスもできる素晴らしい俳優だった」と評した。
このほかにも、水島裕、宮本充、織田裕二、宮野真守、関俊彦、神谷明、及川ナオキなども声を当てたことがある。
また、マイケルが声優として出演した『奇跡の旅』シリーズは松本保典、『スチュアート・リトル』シリーズ（ソフト版）は藤原竜也がシリーズ通して吹き替えを担当。なお、『スチュアート・リトル』に関しては一作目のテレビ朝日版とTBS版は三ツ矢が担当した。

## 栄典
アメリカ合衆国: 大統領自由勲章- （2025年）

## 著書
- 『ラッキーマン』入江真佐子訳（ソフトバンククリエイティブ、2003） ISBN 978-4797321227　のち文庫
- 『いつも上を向いて 超楽観主義者の冒険』入江真佐子訳（ソフトバンククリエイティブ、2010） ISBN 978-4797355208
- 『マイケル・J・フォックスの贈る言葉 未来へ踏みだす君に、伝えたいこと』入江真佐子訳 早川書房 2011